# Pomatorhinus schisticeps
A Pomatorhinus schisticeps a madarak osztályának verébalakúak (Passeriformes) rendjébe és a timáliafélék (Timaliidae) családjába tartozó faj.

## Rendszerezése
A fajt Brian Houghton Hodgson angol ornitológus írta le 1836-ban.

## Alfajai
- Pomatorhinus schisticeps annamensis Robinson & Kloss, 1919
- Pomatorhinus schisticeps cryptanthus Hartert, 1915
- Pomatorhinus schisticeps difficilis Deignan, 1956
- Pomatorhinus schisticeps fastidiosus Hartert, 1916
- Pomatorhinus schisticeps humilis Delacour, 1932
- Pomatorhinus schisticeps klossi E. C. S. Baker, 1917
- Pomatorhinus schisticeps leucogaster Gould, 1838
- Pomatorhinus schisticeps mearsi Ogilvie-Grant, 1905
- Pomatorhinus schisticeps nuchalis R. G. W. Ramsay, 1877
- Pomatorhinus schisticeps olivaceus Blyth, 1847
- Pomatorhinus schisticeps ripponi Harington, 1910
- Pomatorhinus schisticeps salimalii Ripley, 1948
- Pomatorhinus schisticeps schisticeps Hodgson, 1836[2]

## Előfordulása
Dél- és Délkelet-Ázsiában, Banglades, Bhután, India, Kambodzsa, Laosz, Mianmar, Nepál, Thaiföld és Vietnám területén honos. Természetes élőhelyei a szubtrópusi és trópusi síkvidéki és hegyi esőerdők, valamint füves puszták és cserjések. Állandó, nem vonuló faj.

## Megjelenése
Testhossza 23 centiméter.
|  |

## Életmódja
Mindenevő, rovarokkal és apró magokkal táplálkozik, valamint bogyókat és gyümölcsöket is fogyaszt.

## Szaporodása
Fészekalja általában 3 vagy 4 tojásból áll.

## Természetvédelmi helyzete
Az elterjedési területe rendkívül nagy, egyedszáma ugyan csökken, de még nem éri el a kritikus szintet. A Természetvédelmi Világszövetség Vörös listáján nem fenyegetett fajként szerepel.